# Saint-Léon-sur-l’Isle
Saint-Léon-sur-l’Isle (okzitanisch: Sent Lèon d’Eila) ist eine französische Gemeinde mit 2.072 Einwohnern (Stand: 1. Januar 2022) im Département Dordogne in der Region Nouvelle-Aquitaine; sie gehört zum Arrondissement Périgueux und zum Kanton Saint-Astier. Die Einwohner heißen Razacois.

## Geografie
Saint-Léon-sur-l’Isle liegt in der Landschaft Périgord am Fluss Isle. Die Nachbargemeinden von Saint-Léon-sur-l’Isle sind Saint-Astier im Norden und Nordosten, Grignols im Südosten, Neuvic im Süden und Südwesten sowie Saint-Germain-du-Salembre im Westen und Nordwesten.

## Bevölkerungsentwicklung
| Jahr      | 1962 | 1968 | 1975 | 1982 | 1990 | 1999 | 2006 | 2012 | 2018 |
| Einwohner | 842  | 1436 | 1708 | 1872 | 1934 | 1877 | 1930 | 2054 | 2030 |

## Verkehr
Saint-Léon-sur-l’Isle liegt an der Bahnstrecke Coutras–Tulle und wird im Regionalverkehr mit TER-Zügen bedient.
Durch die Gemeinde führt die Autoroute A89 von Bordeaux nach Brive-la-Gaillarde.

## Sehenswürdigkeiten
- Kirche Saint-Léonce aus dem 12. Jahrhundert
- Schloss Beauséjour aus dem 14. Jahrhundert, nach einem Brand im 17. Jahrhundert umgebaut
- Ruinen der gotischen Kapelle von Bureloux
- Gästehaus Notre-Dame aus dem 17. Jahrhundert

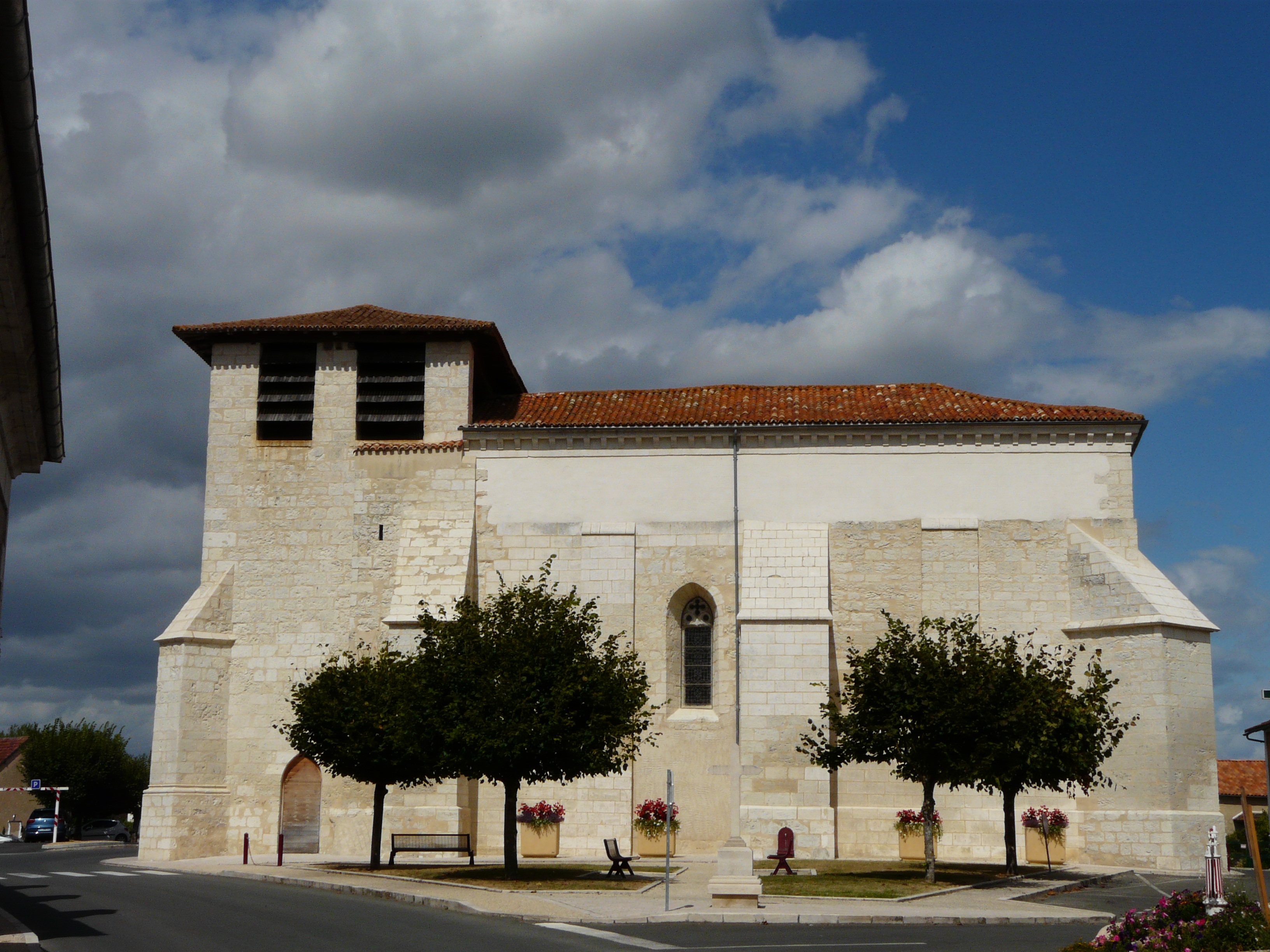
Kirche Saint-Léonce
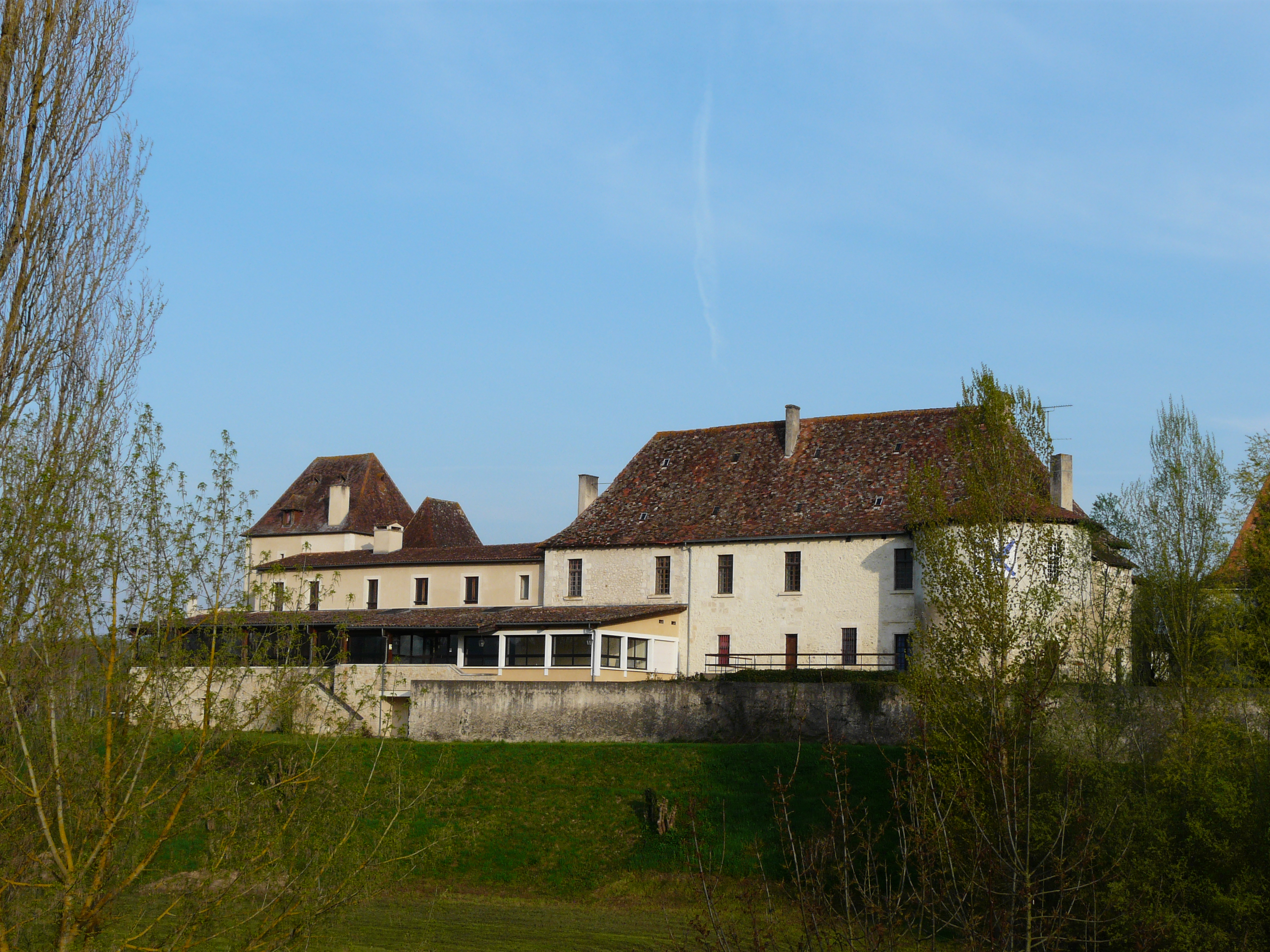
Schloss Beauséjour
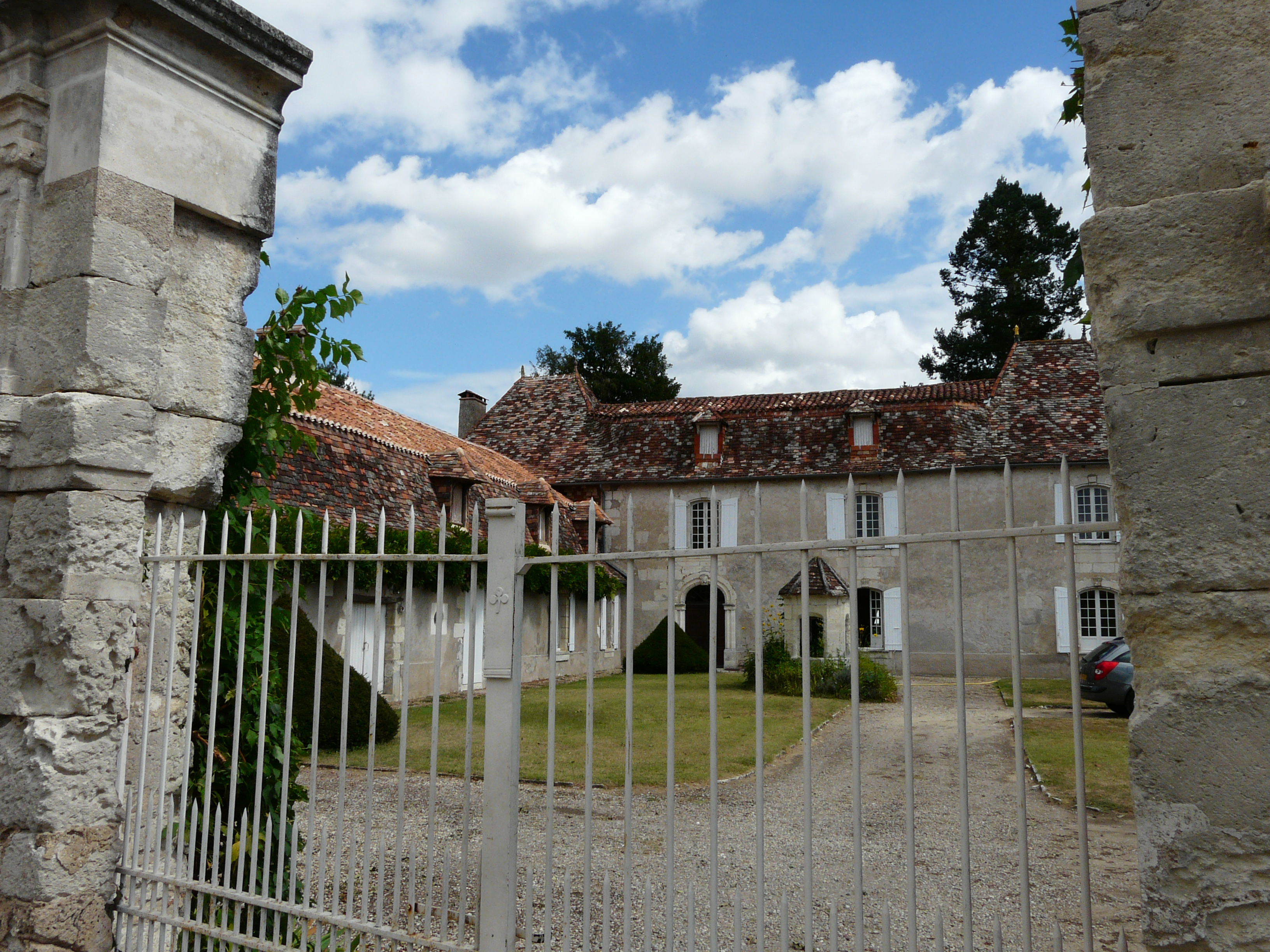
Gästehaus Notre-Dame

## Persönlichkeiten
- Jean-Pierre Denis (* 1946), Regisseur